# Paraphlebia hyalina
Paraphlebia hyalina är en trollsländeart som beskrevs av Brauer 1871. Paraphlebia hyalina ingår i släktet Paraphlebia och familjen Megapodagrionidae. Inga underarter finns listade i Catalogue of Life.